# Mẹ ơi, bố đâu rồi?
Mẹ ơi, bố đâu rồi? là một bộ phim truyền hình được thực hiện bởi Trung tâm Phim truyền hình Việt Nam, Đài Truyền hình Việt Nam do Bùi Tiến Huy làm đạo diễn. Phim được mua kịch bản chuyển thể từ bộ phim hài tình huống Mỹ Last Man Standing (2011-2021). Phim phát sóng vào lúc 20h00 từ thứ 2 đến thứ 5 hàng tuần bắt đầu từ ngày 5 tháng 11 năm 2018 và kết thúc vào ngày 15 tháng 1 năm 2019 trên kênh VTV3.

## Nội dung
Mẹ ơi, bố đâu rồi? xoay quanh cuộc sống hàng ngày của gia đình Ông Mạnh, một người đàn ông mạnh mẽ, hơi bảo thủ và thích những gì truyền thống nhưng thường xuyên phải đối mặt với lối sống và suy nghĩ hiện đại của vợ và ba cô con gái. Là trưởng phòng Marketing, ở công ty, ông Mạnh được mọi người nể trọng, ngưỡng mộ. Tuy nhiên khi về tới nhà, ông Mạnh lại thường xuyên lép vế trước vợ - Bà Vân và đau đầu giải quyết những vấn đề liên quan đế ba cô con gái là Mai, Ly và Dương.

## Diễn viên
- Hoàng Sơn trong vai Ông Mạnh[4]
- Lê Khanh trong vai Bà Vân[4]
- Quỳnh Kool trong vai Ly[4]
- Lê Na trong vai Dương[4]
- Diễm Hằng trong vai Mai[4]
- Quang Thắng trong vai Ông Đại[4]
- Vinh Kiên trong vai Linh
- Mạnh Quân trong vai Thiện
- Khải Minh trong vai Bé Sâu

Cùng một số diễn viên khác...

## Sản xuất
Mẹ ơi, bố đâu rồi? được coi là dự án đầu tiên của VFC có kịch bản chuyển thể từ 20th Century Fox. Quá trình sản xuất của bộ phim hoàn toàn "khép kín" và chỉ sát thời điểm phát sóng mới được công bố. Đây cũng là bộ phim đầu tiên tại Việt Nam thuộc thể loại dramedy (bi kịch + hài hước) và đánh dấu sự tái hợp của cặp đôi Diễm Hằng – Mạnh Quân sau series truyền hình Nhật Ký Vàng Anh.